# گل‌شکاف شکم‌بلوطی
گل‌شکاف شکم‌بلوطی (نام علمی: Diglossa gloriosissima) نام یک گونه از سرده گل‌شکاف است.